# Petrus Damiani
Petrus Damiani, född 1007 i Ravenna, Italien, död 22 februari 1072 i Faenza, Italien, var en italiensk kardinalbiskop, klosterreformator och diplomat. Fastän han aldrig formellt kanoniserades, uppstod en kult kring honom; 1823 förklarades han av Katolska kyrkan vara kyrkolärare, med festdag 21 februari.

## Biografi

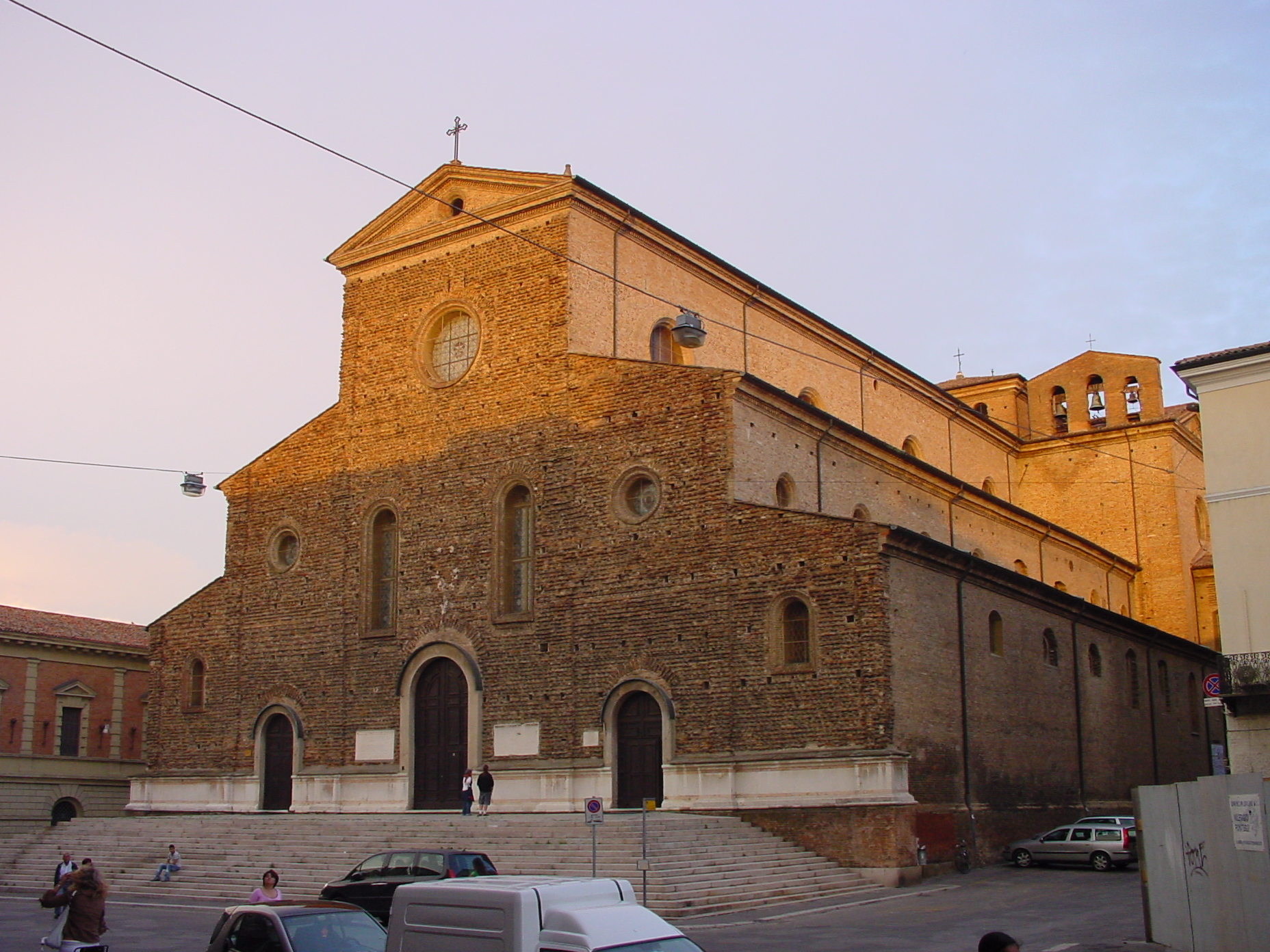
I Faenzas katedral vördas Petrus Damianis reliker.

Opera omnia, 1743

Efter en tragisk barndom tog hans äldre bror Damianus sig an honom. Damianus var ärkepräst i Ravenna, och lade märke till pojkens intellektuella förmåga och fromhet. Det är troligt att han lade namnet Damiani till sitt förnamn för att hedra sin bror. Han började studera teologi och kanonisk rätt, i Ravenna, Faenza och Parma, och blev snart en berömd föreläsare. 1035 inträdde han emellertid i ett eremitkloster i Fonte Avellana, i närheten av Gubbio. Den hårda självförnekelse för botgöring som han utsatte sig för, ledde till hälsoproblem, och under sitt tillfrisknande fick han i uppdrag att föreläsa för sina klosterbröder, och sedan för munkar vid kloster i närheten. Detta gjorde han i ett par år, under vilka han även skrev en biografi över Romuald, grundare av camaldolenserna, en gren av benediktinorden. Han blev efter detta uppdrag utsedd till klostrets economus, och sedan till dess prior vilket han förblev till sin död.
Petrus ivrade för reformer i klosterlivet och för prästerna, och införde strängare disciplin till sitt konvent bland annat i form av flagellation. Hans regler spred sig till andra kloster, och nya kloster stiftades i hans anda. Utanför dessa kloster fanns ett stort motstånd till den långtgående botgöringen, men Petrus försvarade förfarandet med emfas. Han införde även dagliga siestor. Under hans ledning uppfördes många nya kloster, rikedomarna ökade, och biblioteken ökade sina bestånd.
Fastän han levde i avskildhet hade Petrus ögonen på vad som skedde i Kyrkan, och hans vän Hildebrand, som senare blev påve Gregorius VII, var även han inställd på att Kyrkan måste reformeras. När Benedictus IX avgick som påve till förmån för Johannes Gratianus (Gregorius VI) 1045, skrev Petrus till honom i glädje och uppmanade honom till att ta itu med skandalerna inom Kyrkan, och avsätta några namngivna biskopar. 
Samtidigt vidgades Petrus verksamhet till påvedömet, och han påbörjade en dialog med kejsare Henrik III när denne och kejsarinnan kröntes av påven Clemens II i Rom. Under en synod i Lateranen 1047 då simoni förbjöds, närvarade han likaså. Sedan återvände han till klostret.
Omkring 1050, när Leo IX var påve, gav Petrus ut Liber Gomorrhianus (”Boken om Gomorra”), och till följd av de moraliska spörsmålen som dessa frågor om prästers sexualitet, om homosexualitet, och om gifta präster som boken gav upphov till gav han några år senare ut Liber Gratissimus. I juni 1055 närvarade han vid ett kyrkomöte i Florens, där frågor om simoni behandlades. 
När påven avled efterträddes han av abboten Frédéric av Monte Cassino (påve Stefan IX), ett kloster som Petrus hade haft mycket kontakt med. Hösten 1057 beslutade påven att utse Petrus till kardinal, och motvilligt och efter övertalning övergav Petrus det nitiska klosterlivet för kurian. Han vigdes till kardinalbiskop av Ostia 30 november samma år, och fick samtidigt ansvar för förvaltningen av stiftet Gubbio. Fyra månader senare avled påven, och en ny schism i Kyrkan bröt ut. Petrus var en häftig motståndare till motpåven Benedictus X, och efter nederlag drog han sig tillfälligt tillbaka till Fonte Avallana.
Påve Nicolaus II sände honom 1059 till Milano som diplomat. Där var läget så alarmerande att Kyrkans tillgångar öppet såldes och prästerskapet ingick äktenskap och levde med kvinnor. Anselm av Lucca och Ariald diakonen hade under en tid motarbetat detta, och efter en vädjan till påven sändes Petrus dit och utsågs tillsammans med Anselm till påvlig legat där. Milanos prästerskap svarade med att frånkänna Rom auktoritet över sin stad. Petrus tog sig an dem i katedralen och förmådde överbevisa dem om den Heliga stolens legitimitet. Han fick ärkebiskopen att avlägga en ed, och utfärdade straff över dem som syndat. Oroligheterna skulle dock bryta ut igen, och inte få ett slut förrän Ariald diakonen led martyrdöden 1066.
Schismerna mellan påvar och motpåvar ledde slutligen till att ärkebiskopen av Köln, Anno II, kallade till ett koncilium i Augsburg, där ett långt anförande från Petrus lästes upp. Petrus anförande bidrog starkt till att Alexander II erkändes som påve istället för motpåven Honorius II. Han hade därtill flera uppdrag som medlare mellan olika befattningshavare i Kyrkan, och för tvister med den tysk-romerske kejsaren.
1072 sändes han till Ravenna för att återbörda dess invånare till Heliga stolen. Under hemresan drabbades han av feber, och stannade i Faenza. En vecka senare, under dagen då man firar aposteln Petrus uppstigande på biskopsstolen i Rom, avled han. Han ligger begraven i Faenza.
Leo XII utsåg honom till kyrkolärare 1823, trots att han aldrig formellt blivit kanoniserad.

## Skrifter

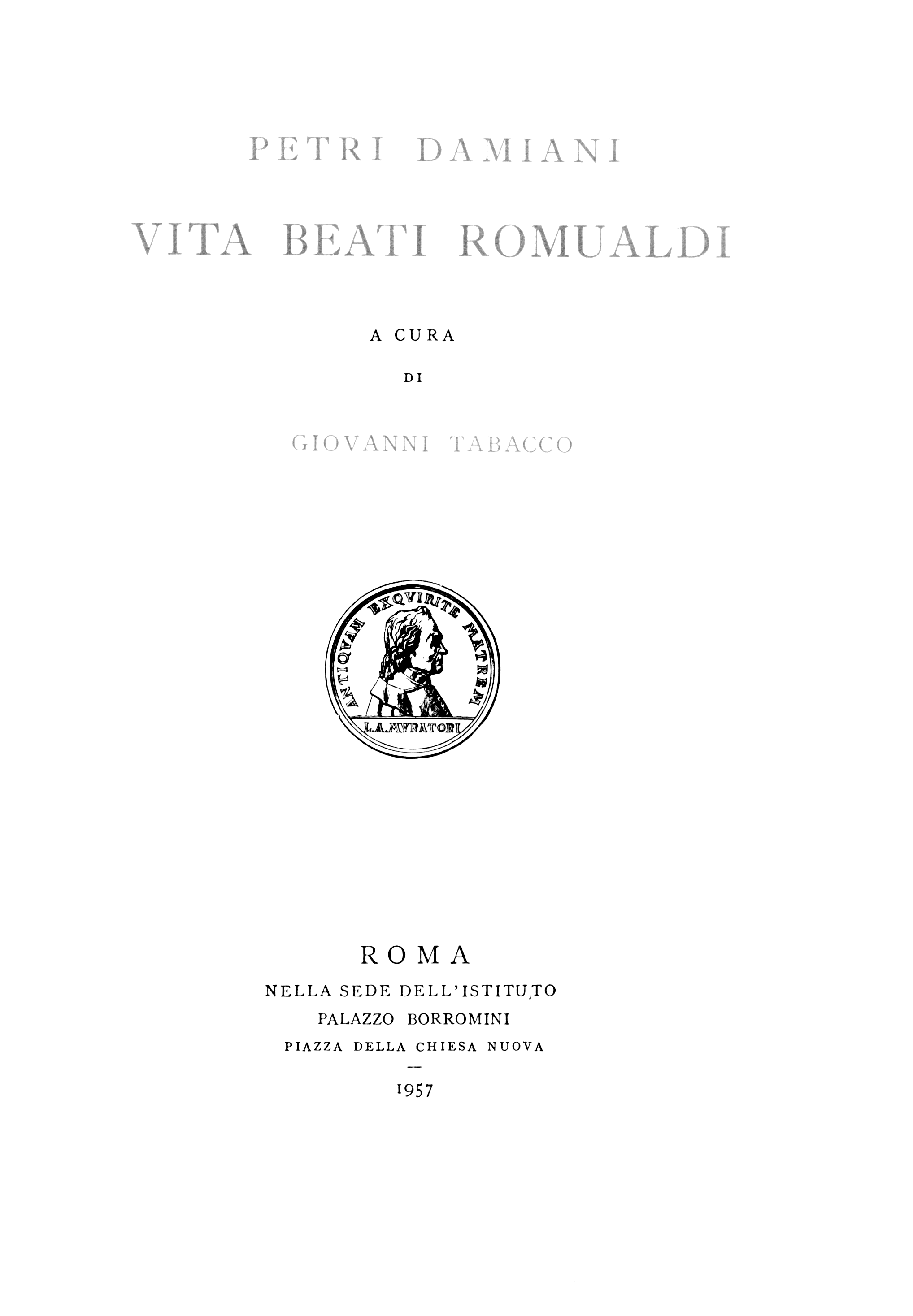
Vita Beati Romualdi

Petrus flertaliga och mångskiftande skrifter bär vittnesbörd om de andliga, moraliska och världsliga förhållandena under hans samtid. 
Bland Petrus skrifter är Liber Gomorrhianus den mest berömda. Han skrev den omkring 1050; dateringen grundar sig på att den är dedicerad till påven Leo IX, liksom den senare boken Liber Gratissimus är och som han måste ha hunnit få uppslag till och skriva. Liber Gomorrhianus, boken om Gomorra, är en attack mot homosexuella handlingar, ömsesidig och enskild masturbation, analsex och andra handlingar, vilka han förklarade för vansinne som allvarligt bröt mot den moraliska ordningen. Boken orsakade en enorm uppståndelse, och gav honom flera fiender. 
Samtidigt väcktes frågan om huruvida prästvigningen av simonister var giltig. I Liber Gratissimus pläderar Petrus för giltigheten, vilket blev ett omdebatterat ställningstagande, men som med tiden blev det gällande synsättet.
Petrus var djupt hängiven jungfru Maria, som han tillägnade boken Officium Beatae Virginis. Därtill finns ett stort antal predikningar, brev och andra skrifter av honom bevarade. Hans mest berömda verk är De Divina omnipotentia, i vilket han diskuterar Guds makt. I verket ger han uttryck för ett starkt motstånd mot att låta filosofin få överhet över teologin och myntar uttrycket ”philosophia est ancilla theologiae” (latin ’filosofin är teologins tjänarinna’).

### Fotnoter
1. ↑  Farmer, David Hugh, The Oxford Dictionary of Saints. 3rd ed. Oxford: Oxford University Press 1992, s. 394. ISBN 0-19-283069-4; The Book of Saints: A Dictionary of Servants of God. 6th ed. London: Cassell 1994, s. 444. ISBN 0-304-34357-9

## Översättning
Den här artikeln är helt eller delvis baserad på material från en annan språkversion av Wikipedia.